# Тутаєва Асіят Ідрисівна
Асіят Ідрисівна Тутаєва (1902 або 1905 , Насир-Кортd, Терська область  — 29 жовтня 1944 , Колодне, Тернопільська область ) — радянська інгушська лікарка, кандидат медичних наук, майор медичної служби. Героїчно загинула у 1944 році.

## Біографія
Народилася Асіят Тутаєва в Насир-Корті, отримавши ім'я Есет (Асіят). Доводиться онукою генералу армії Російської Імперії Бунухо Базоркіну. Здобула середню освіту у Владикавказі. Навчалася на лікаря у 1924—1929 роках у Ростові-на-Дону. У певний момент часу Асіят та її сестра Ніна становили половину всіх інгушських жінок з вищою освітою (яких було лише чотири). Працювала лікарем у Базоркіно, потім переїхала до Ленінграда. Кандидат медичних наук (1936). Спеціалізувалася на лікуванні інфекційних захворювань. Стала першим ученим-медиком із Чечено-Інгушетії та автором 11 наукових праць. Перед війною готувала докторську дисертацію, яку не встигла захистити.
23 червня 1941 року призвана до армії, працювала військовим лікарем під Ленінградом, на Воронезькому та 1-му Українському фронтах. У 1944 році при передислокації шпиталю потрапила в полон до німців (за іншими даними до колабораціоністів). Після тортур була ними страчена біля селища Колодно Збаразького району Тернопільської області України.

## Ушанування пам'яті
- на честь Асіят Тутаєвої названо вулицю та медичний коледж у Назрані
- згадка на меморіальній дошці медичного інституту у Санкт-Петербурзі